# Midvale (Utah)
Pour les articles homonymes, voir Midvale.
Midvale est une ville américaine située dans le comté de Salt Lake, dans l’Utah. Le recensement de 2000 a indiqué une population de 27 029 habitants.
Il s'y trouve le siège de l'entreprise Sportsman's Warehouse.